# Fragata Tipo 22
La fragata Tipo 22 fue una serie de fragatas construidas en el Reino Unido en la década de 1970. Estuvo dividida en la clase Broadsword, de cuatro unidade; la clase Boxer, de seis unidades; y la clase Cornwall, de cuatro unidades. El total suma catorce (14) fragatas producidas para la Royal Navy.
Siete naves de los lotes anteriores se han vendido a las marinas de guerra de Brasil, Chile y Rumania, donde todavía permanecen en servicio activo. Sin embargo, en la Royal Navy está totalmente retirada siendo la HMS Cornwall la última fragata Tipo 22 en ser retirada de servicio el 30 de junio de 2011. De los buques retirados, cuatro están en espera de su eliminación, dos se han hundido como blanco, y uno fue vendido para chatarra.

## Nomenclatura

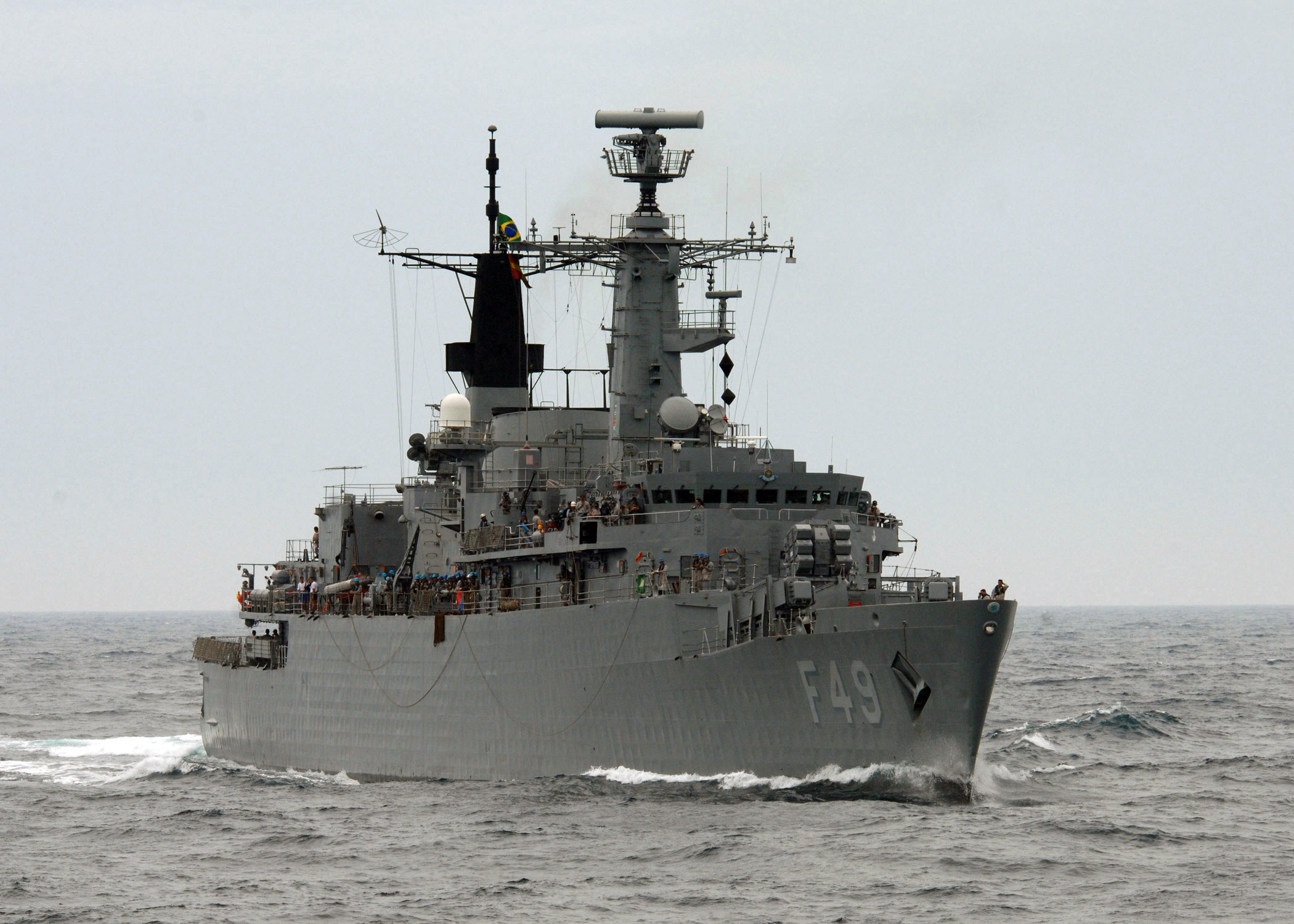
El Rademaker, antiguamente HMS Battleaxe, una fragata Tipo 22 de la Marina de Brasil

Se preveía inicialmente que todas las fragatas del Tipo 22 tendrían nombres empiecen por 'B' (Broadsword, Battleaxe, Brilliant, etc.), pues los nombres que empiezan con la letra 'A' fueron utilizados para las del Tipo 21 o clase Amazon (Amazon, Antelope, Ambuscade, etc.). Esto cambió después de la Guerra de las Malvinas, cuando fueron pedidos dos buques de reemplazo para los destructores hundidos (HMS Sheffield y HMS Coventry), y fueron nombrados para conmemorarlos. Otro buque pedido previamente, que se iba a llamar "Bloodhound" pasó a llamarse HMS London.
La progresión alfabética fue restablecida con los buques Batch 3 (Cornwall, Cumberland, etc.) antes de ser temporalmente abandonada con los clase Duke (Tipo 23), que recibieron nombres de ducados (Norfolk, Lancaster, etc.).
Los nombres elegidos para los cuatro buques del Batch 3 fueron una mezcla: las dos primeras, Cornwall y Cumberland, revivieron nombres de cruceros acorazados de la Primera Guerra Mundial y cruceros pesados de la Segunda Guerra Mundial. Los otros dos, Chatham y Campbeltown, fueron nombres de ciudades, el primero revivía el nombre del HMS Chatham un famoso crucero de la época de la Primera Guerra Mundial y el segundo al destructor HMS Campbeltown (ex-USS Buchanan) transferido a la Royal Navy por parte de los Estados Unidos en 1940. Asimismo, el nombre Chatham fue seleccionado para honrar al pueblo de Medway, donde hubo un astillero desde 1570 hasta 1984.

## Diseño

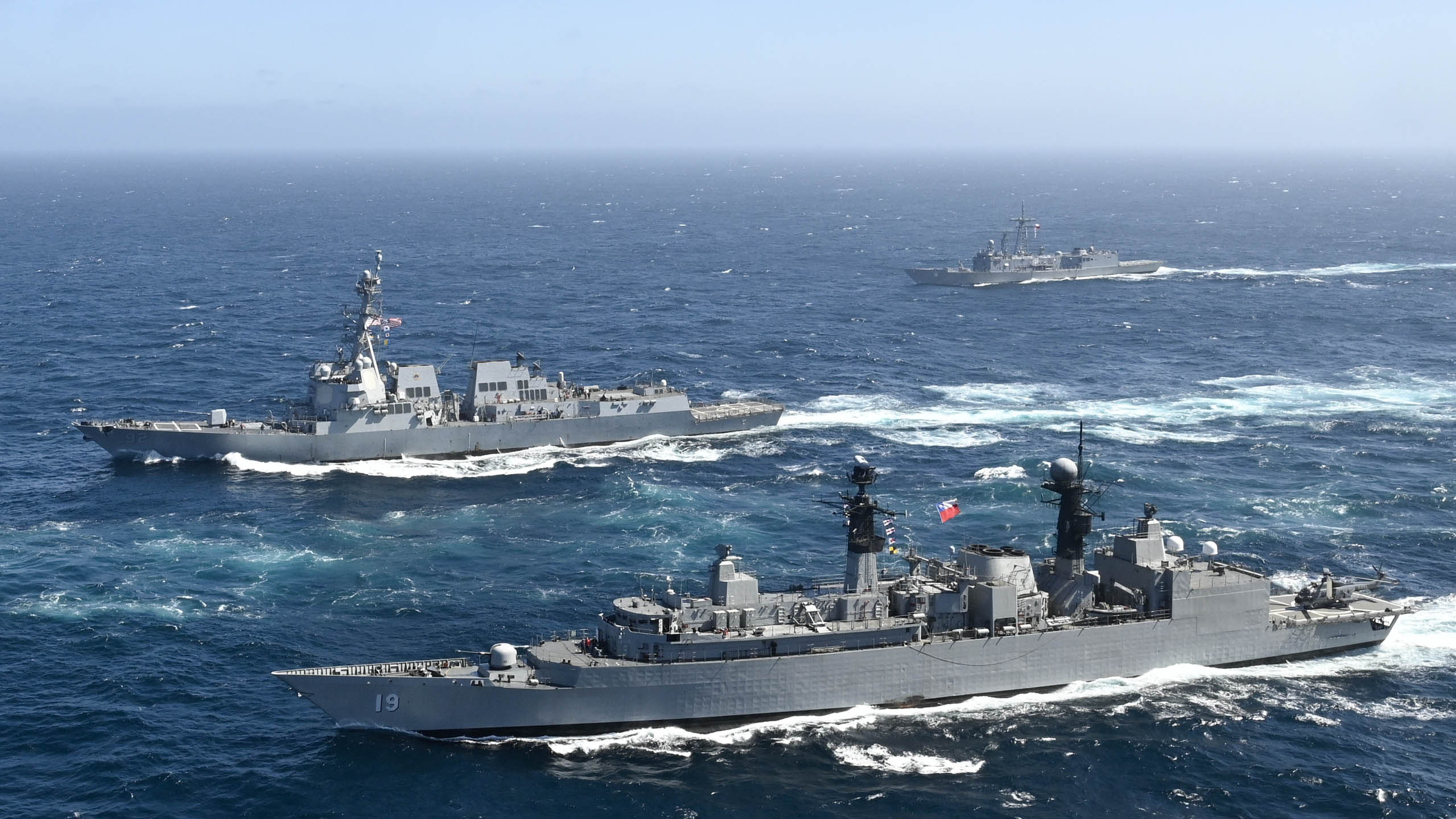
La fragata de Tipo 22 Almirante Williams (FF-19) navegando junto con la fragata norteamericana USS Momsen (DDG-92) y la fragata chilena Capitán Prat (FFG-11) en 2023.

Los Tipo 22 fueron diseñados para ser buques especialistas en la guerra antisubmarina (ASW), como parte de la contribución de la Royal Navy a la OTAN. Durante su servicio en la Marina Real Británica se emplearon como fragatas de propósito general con armamento contra buques de superficie, aviones y submarinos. Fueron construidos en tres lotes, generando tres sub-clases: la primera Broadsword (Batch 1) con cuatro buques, la segunda Boxer (Batch 2) con seis barcos y el tercero Cornwall (Batch 3) con cuatro buques.
Los Broadsword (que incluía a dos veteranos de la Guerra de Malvinas) fueron vendidos a Brasil a mediados de 1990. Rumania adquirió y modernizó dos de las naves Batch 2, mientras que un tercero fue adquirido por Chile.
Durante su servicio en la Royal Navy, los barcos tuvieron instalaciones mejoradas de mando, control y coordinación, que resultaron en ser a menudo utilizados como buques insignia en despliegues.

## Desarrollo

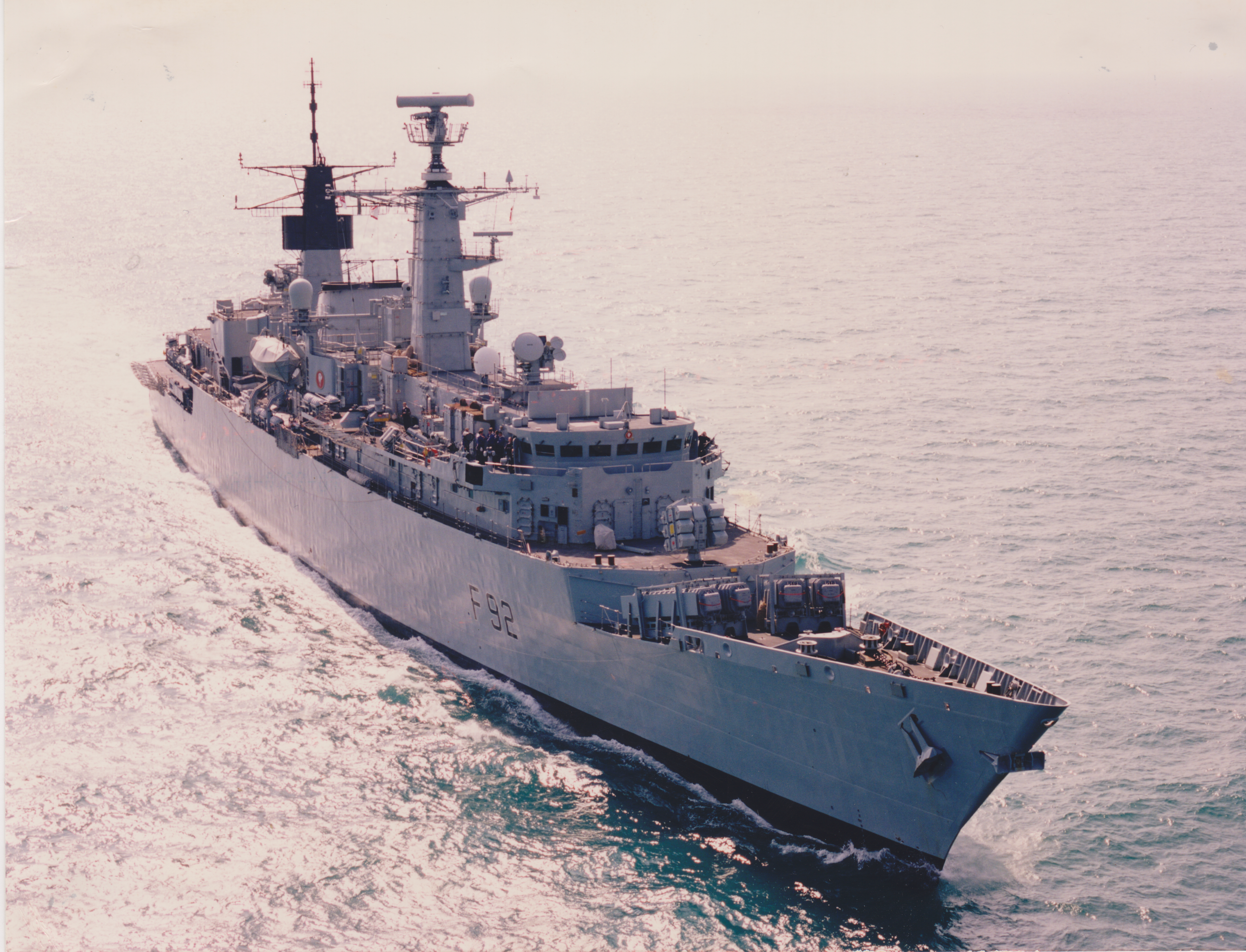
El HMS Boxer (F92) en el año 1999.

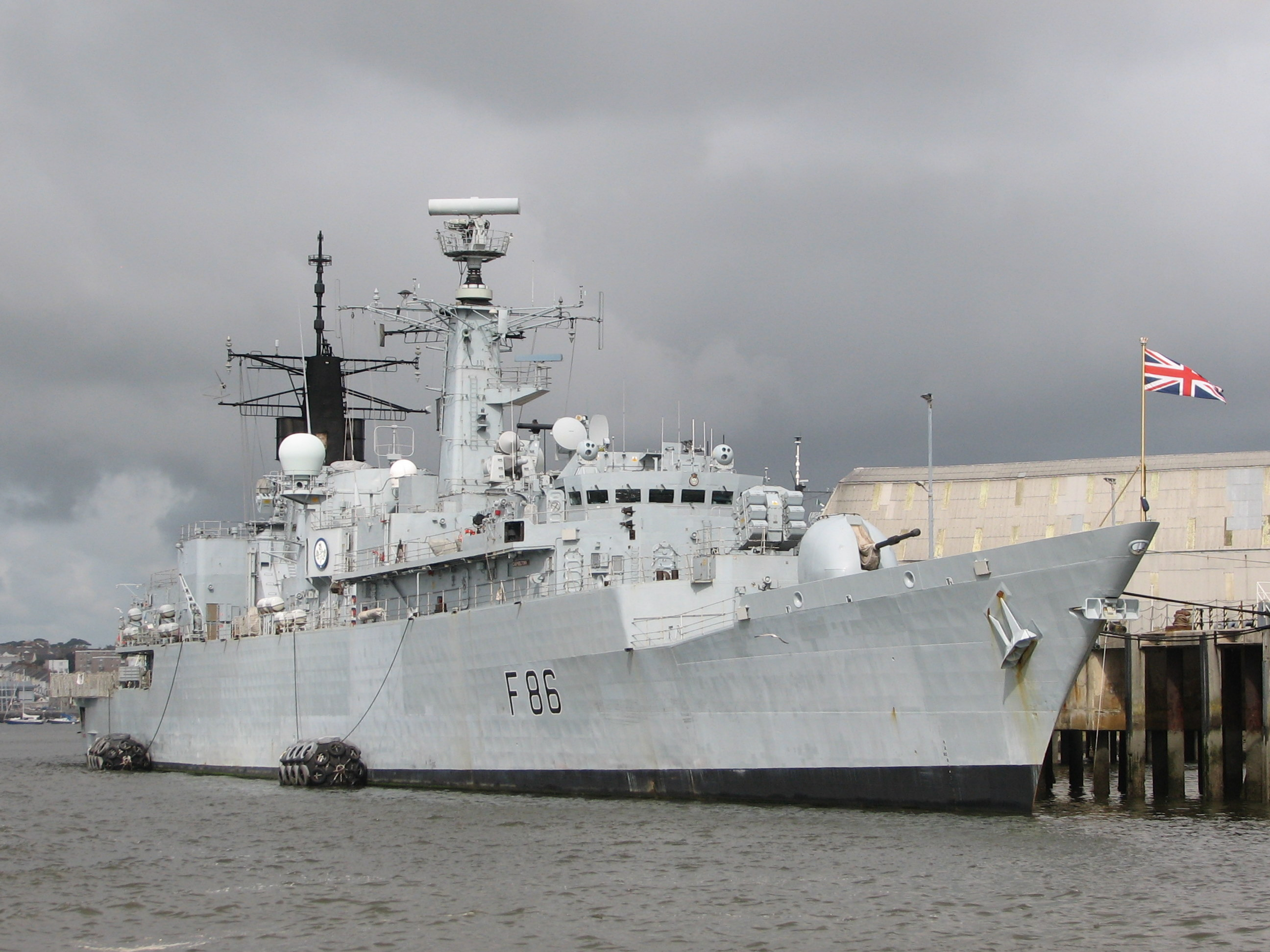
HMS Campbeltown, mostrando algunas de las diferencias externas de las unidades del Lote 3; el cañón de 4,5 pulgadas en lugar de lanzadores Exocet y el Goalkeeper CIWS visible delante del mástil de proa.

Tras la cancelación del programa de portaaviones CVA-01 en 1966, la Royal Navy llevó a cabo una revaluación de la flota de superficie, y concluyó que eran necesarios los cinco nuevos tipos de buques siguientes:
- Un barco tipo crucero que alojase grandes helicópteros de guerra antisubmarina (este requisito llevó a los portaaviones clase Invincible);
- Un destructor de defensa aérea más pequeño y más barato que la clase County (esto se tradujo en el programa Tipo 42);
- Una fragata misilística como un posible sucesor del Tipo 12 clase Leander (este requisito llevó a los Tipo 22);
- Una fragata de patrulla barata (este requisito llevó a la fragata clase Amazon), y
- Un buque de doble función buscaminas y dragaminas, sucesor de la clase Ton (esto dio lugar a la clase Hunt).

De estos, el destructor de defensa aérea aparecía como el de mayor prioridad, el imperativo era conseguir Sea Dart en el mar en cantidades para reemplazar la capacidad defensiva aérea que se perdería con el retiro de la flota de portaaviones. Debido a la carga de trabajo del Departamento de diseño del Almirantazgo en la década de 1960, un diseño privado (clase Amazon) fue adquirido como un paliativo transitorio mientras el Tipo 22 estuviera en fase de desarrollo. El proceso de diseño, ya agravado por la prioridad dada a la clase Amazon y al urgentemente nerequerido Tipo 42, fue más dilatado debido al intento de producir un diseño común Anglo-Holandés.
El primer Tipo 22 fue colocado en 1972 en los astilleros Yarrow, quienes realizaron la mayor parte del trabajo de diseño. La longitud de los primeros cuatro Tipo 22 fue dispuesta por las dimensiones del encubierto Complejo de Reparación de Fragatas en los Astilleros Devonport. Las naves serían alimentadas por una combinación de turbinas de gas Olympus y Tyne en una COGOG (COmbined Gas Or Gas - combinado gas o gas). Los espacios de máquinas se situarían lo más a popa posible para minimizar la longitud del eje. La configuración posterior fue determinada por la necesidad de un gran hangar y una mayor cubierta de vuelo.
La disposición de armas se determinó por su papel primario de antisubmarino, combinado con la necesidad de tener un buque de propósito general. El principal sistema de armas antisubmarinas eran los helicópteros Lynx, así como tubos lanzatorpedos triples, con un sonar remolcado 2087, que constituye una parte clave de los sensores. La defensa aérea estuvo a cargo de dos lanzadores séxtuples para misiles Seawolf (GWS 25). Como armas antibuque recibieron cuatro lanzadores Exocet.
El diseño Broadsword es único en la Marina Real por la falta de un cañón principal. Aunque algunos de los Leander ya habían perdido su cañón principal durante las actualizaciones, pero el Broadsword fue el primero en ser diseñado sin un cañón principal. Esto cambió con la experiencia de Malvinas y con la introducción de los Batch 3 volvieron a contar con arma principal.
Los pedidos del Tipo 22 fueron lentos, en parte por el elevado costo unitario de los barcos. El costo unitario de los últimos Tipo 12 había sido de 10 millones de libras, pero el costo de una fragata clase Amazon fue de alrededor de 20 millones de libras cada uno. Cuando el primer Tipo 22 fue ordenado, su precio se estimó en 30 millones de libras, sin embargo, para el momento en que el primer buque (Broadsword) se encargó en 1979, la inflación había elevado esta cifra hasta los £68 millones, que era mucho más alto que el costo de su contemporáneo Tipo 42 (Glasgow, también en servicio en 1979, tuvo un costo de £40 millones).
Después de los cuatro primeros buques (Batch 1), su diseño fue "estirado" porque el Complejo de Reparación de Fragatas fue convenientemente ampliado. Además del aumento de la longitud del casco, se le adicionó al Batch 2 un nuevo Sistema de Comando Asistido por Computadora (CACS-1), en sustitución del CAAIS instalado en los barcos del Batch 1.
Una instalación de maquinaria revisada fue adoptada a partir del Brave, con turbinas Spey reemplazando al anterior Olympus. La disposición de maquinaria en adelante sería COGAG (COmbined Gas And Gas - combinado gas y gas). Para 1982, el costo unitario de cotización de una fragata Tipo 22 se elevó a £127 millones. Esto pudo haber sido el final del programa Tipo 22 de no haber sido por la Guerra de las Malvinas en 1982, en la cual dos barcos de la clase (Broadsword y Brilliant) tuvieron destacada labor. Los reemplazos de naves perdidas en el Atlántico Sur fueron todas de esta clase.
Los últimos cuatro barcos de la clase Batch 3 (Cornwall, Cumberland, Campbeltown y Chatham) tuvieron un diseño bastante mejorado. Como reflejo de las lecciones aprendidas en las Malvinas, se cambió la configuración de las armas, optimizándose para una función general. Los barcos fueron equipados con un cañón de 4.5" (114 mm.), principalmente para apoyo naval de fuego a las fuerzas de tierra. El Exocet fue sustituido por el Harpoon con ocho lanzadores GWS-60 montados, y cada barco llevaría un CIWS Goalkeeper.
Por último, los Tipo 22 fueron las mayores fragatas jamás construidas para la armada británica, pues los siguientes Tipo 23 serían apreciablemente más pequeños.

## Listado
Listado de buques construidos Tipo 22:
| F49     | Rademaker (ex F89 Battleaxe)                  | Yarrow                    | 4 de febrero de 1976     | 18 de mayo de 1977      | 28 de marzo de 1979 30 de agosto de 1996    | 30 de agosto de 1996                          |
| F46     | Greenhalgh (ex F88 Broadsword)                | Yarrow                    | 7 de febrero de 1975     | 12 de mayo de 1987      | 4 de mayo de 1979 30 de junio de 2006       | 31 de marzo de 1995 10 de agosto de 2021      |
| F47     | Dodsworth (ex F90 Brilliant)                  | Yarrow                    | 25 de marzo de 1977      | 15 de diciembre de 1978 | 15 de mayo de 1981 30 de agosto de 1996     | 30 de agosto de 1996 11 de marzo de 2004      |
| F48     | Bosisio (ex F91 Brazen)                       | Yarrow                    | 18 de agosto de 1978     | 4 de marzo de 1980      | 2 de julio de 1982 30 de agosto de 1996     | 30 de agosto de 1996 15 de septiembre de 2015 |
| Batch 2 |                                               |                           |                          |                         |                                             |                                               |
| F92     | Boxer                                         | Yarrow                    | 1 de noviembre de 1979   | 17 de junio de 1981     | 22 de diciembre de 1993                     | 4 de agosto de 1999                           |
| F93     | Beaver                                        | Yarrow                    | 20 de junio de 1980      | 8 de mayo de 1982       | 13 de septiembre de 1984                    | 1 de mayo de 1999                             |
| F94     | Brave                                         | Yarrow                    | 24 de mayo de 1982       | 19 de noviembre de 1983 | 4 de julio de 1986                          | 23 de marzo de 1999                           |
| F222    | Regina Maria (ex London, ex Bloodhound)       | Yarrow                    | 7 de febrero de 1983     | 27 de octubre de 1984   | 5 de junio de 1987 21 de abril de 2005      | 14 de enero de 1999                           |
| FF-19   | Almirante Williams (ex Sheffield, ex Bruiser) | Swan Hunter               | 29 de marzo de 1984      | 26 de marzo de 1986     | 26 de julio de 1988 4 de septiembre de 2003 | 5 de noviembre de 2002                        |
| F221    | Regele Ferdinand (ex Coventry, ex Boadicea)   | Swan Hunter               | 29 de marzo de 1984      | 8 de abril de 1986      | 26 de julio de 1988 4 de septiembre de 2003 | 17 de enero de 2002                           |
| Batch 3 |                                               |                           |                          |                         |                                             |                                               |
| F99     | Cornwall                                      | Yarrow                    | 19 de septiembre de 1983 | 14 de octubre de 1985   | 23 de abril de 1993                         | 30 de junio de 2011                           |
| F85     | Cumberland                                    | Yarrow                    | 12 de octubre de 1984    | 21 de junio de 1986     | 10 de junio de 1989                         | 23 de junio de 2011                           |
| F86     | Campbeltown                                   | Cammell Laird, Birkenhead | 4 de diciembre de 1985   | 7 de octubre de 1987    | 27 de mayo de 1989                          | 7 de abril de 2011                            |
| F87     | Chatham                                       | Swan Hunter               | 12 de mayo de 1986       | 20 de enero de 1988     | 4 de mayo de 1990                           | 9 de febrero de 2011                          |

## Galería

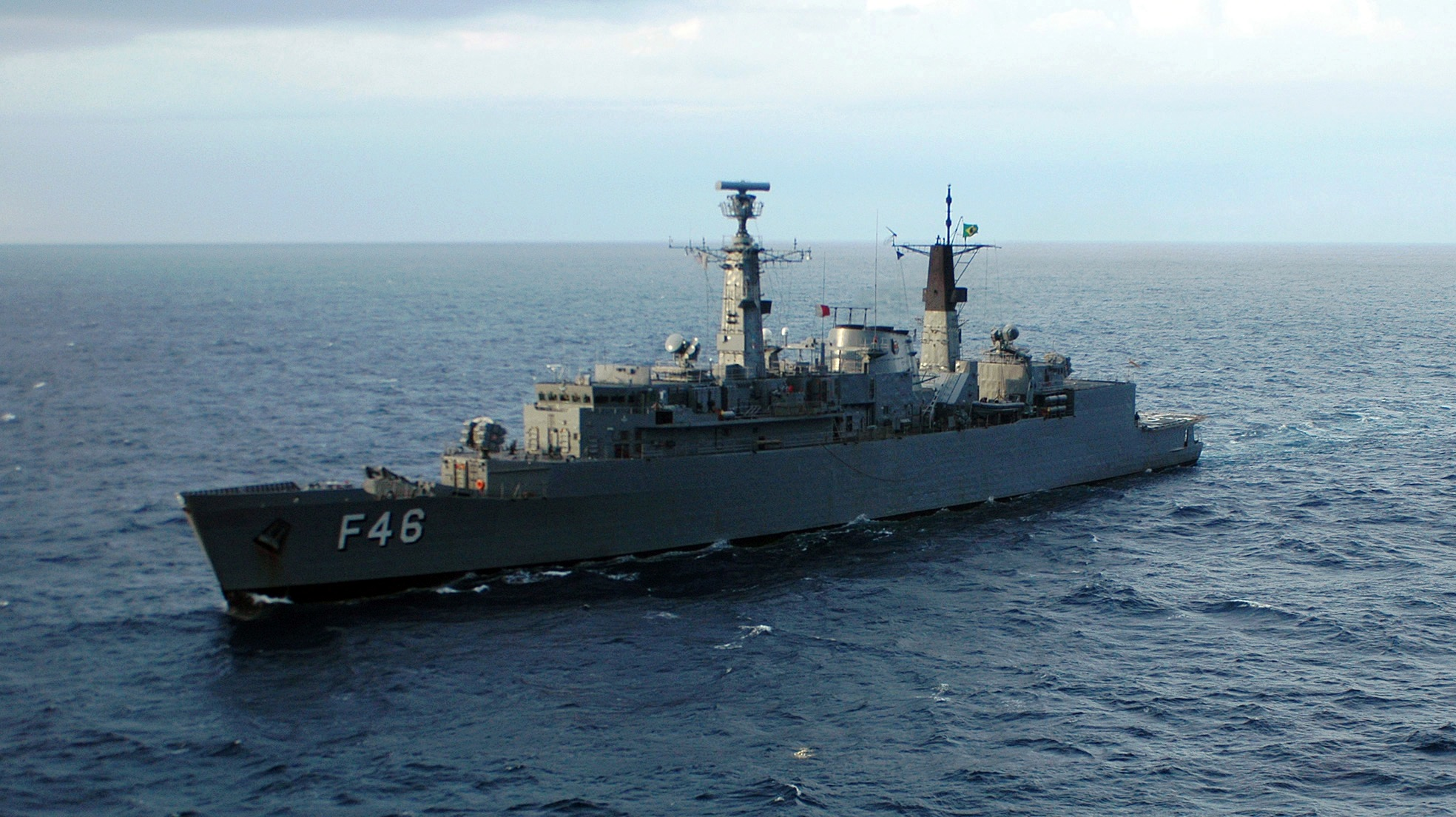
Fragata brasileña Greenhalgh (F-46)
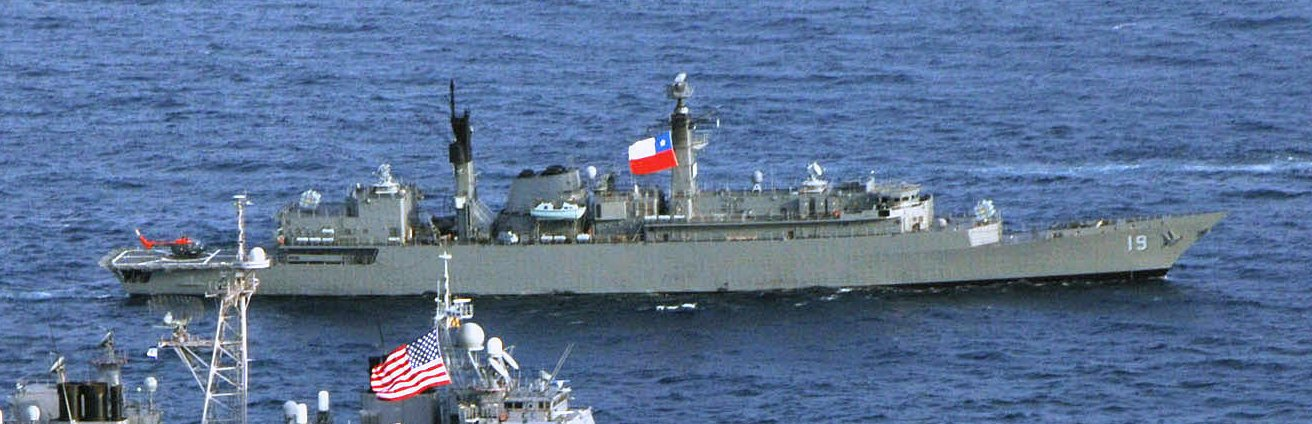
Fragata Almirante Williams (FF-19)
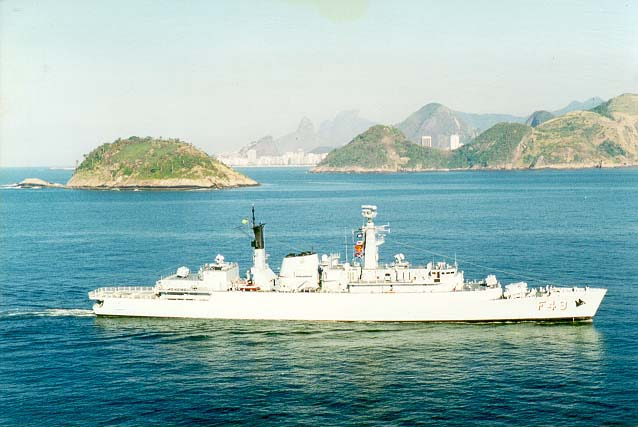
Fragata Rademaker (F49)
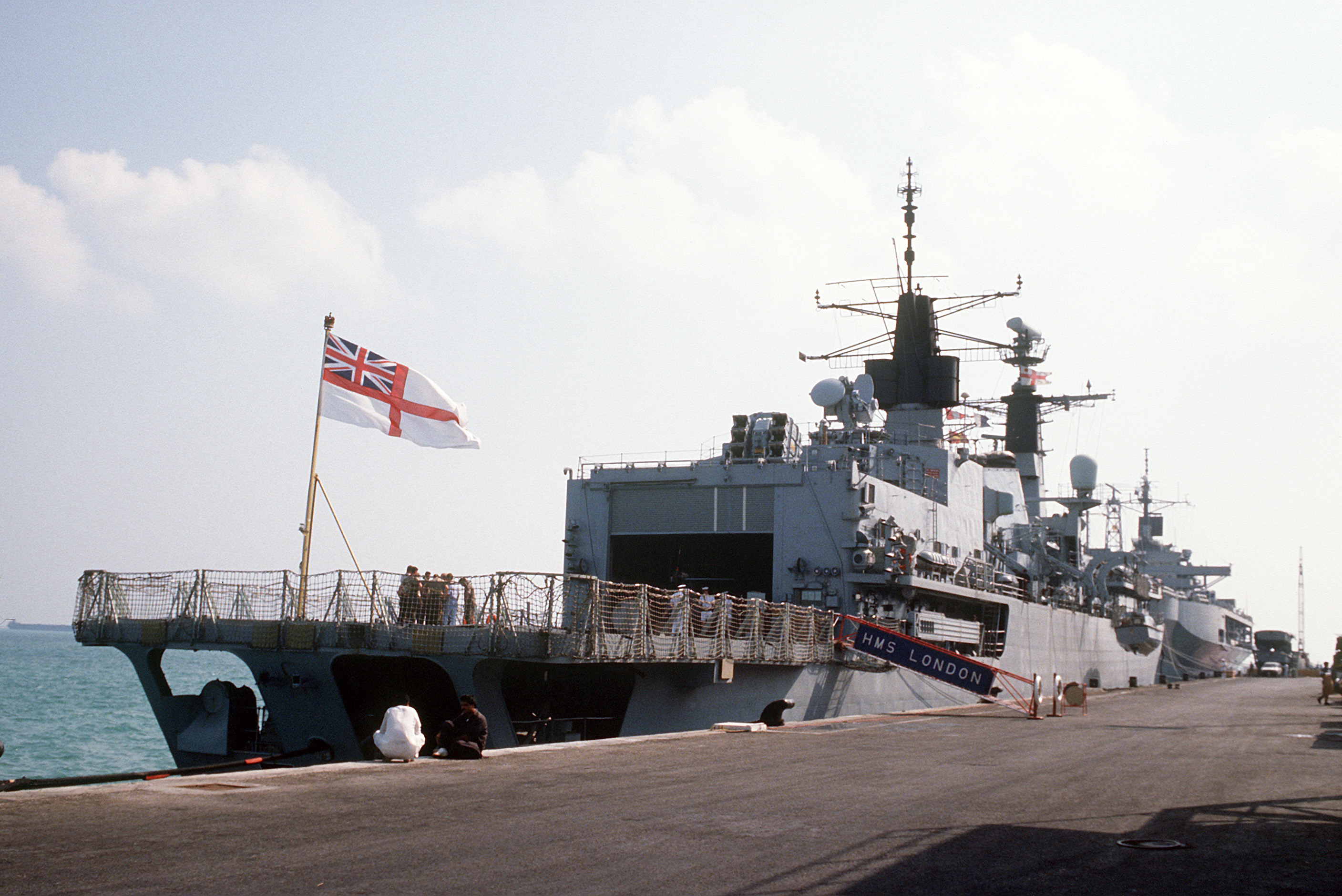
HMS London (F95) donde se puede apreciar su hangar y cubierta de vuelo